# The House on Mango Street
The House on Mango Street (doslovně Dům na Mango Street, v češtině nebylo vydáno) je román mexicko-americké spisovatelky Sandry Cisneros z roku 1984. Román se skládá z epizodických kapitol a vypráví příběh Esperanzy Corderové, dvanáctileté dívky mexicko-amerického původu, která vyrůstá v hispánské čtvrti Chicaga. Kniha se odehrává v průběhu jednoho roku, kdy Esperanza začíná dospívat a musí už jako mladá žena čelit realitě života v chudé a patriarchálně založené komunitě. Dílo částečně vychází také z života autorky a příběhem se prolínají prvky mexicko-americké kultury i témata jako společenská třída, rasa, sexualita, identita a genderová nerovnost.
Kniha The House on Mango Street je považována za moderní klasiku chicanské literatury a je předmětem mnoha akademických publikací v oboru chicanských studií a feministické teorie. Prodalo se více než 6 milionů výtisků knihy, byla přeložena do více než 20 jazyků a je součástí povinné četby na mnoha školách napříč USA.
Dílo bylo deníkem The New York Times zařazeno na seznam bestsellerů a obdrželo několik významných literárních cen včetně American Book Award od nadace Before Columbus, která oceňuje multikulturní literaturu. Tanya Saracho román adaptovala na divadelní hru, která byla uvedena v roce 2009 v Chicagu.
V knize se objevují i choulostivá témata, jako jsou např. domácí násilí, puberta, sexuální obtěžování nebo rasismus, proto se objevily krom kritiky i výhrůžky cenzurou. Navzdory tomu ale zůstává The House on Mango Street velmi významným bildungsromanem, který je pro mnoho mladých lidí jednou ze stěžejních knih právě v průběhu dospívání.

## Autorka a vznik románu
Sandra Cisneros otevřeně mluví o spojitosti mezi vlastním dětstvím a příběhem Esperanzy zobrazeným v The House on Mango Street. Stejně jako Esperanza je Cisneros je mexicko-amerického původu a také se narodila a vyrostla v hispánské čtvrti v Chicagu. Jsou mezi nimi ale i očividné rozdíly, např. Esperanza má dva bratry a jednu sestru, zatímco Sandra Cisneros byla „jedinou dívkou mezi sedmi sourozenci“. Cisneros také zmínila, že se jako jediná dívka v rodině často cítila osaměle. Své „nutkání pro vytváření příběhů“ připisuje právě této „samotě během formativních let v dětství a dospívání“.
Během magisterského studia oboru kreativní psaní na Iowa Writers Workshopu Cisneros poprvé objevila svou etnickou jinakost. Ale kvůli tomu, „že je hispánka, žena a původem z dělnické třídy“ si připadala upozaděná. Tou dobou začala psát The House on Mango Street, v jednom rozhovoru však uvedla, že jí právě v době studií akademická sféra připadala velmi odrazující. Postupně zjišťovala, že zázemí jejích spolužáků se od toho jejího liší natolik, že nemají téměř nic společného. Sama řekla: „Byla jsem tak naštvaná a mí spolužáci mě tak zastrašovali, že jsem přemýšlela o tom, že studium ukončím. Ale potom jsem našla způsob, jak o tom psát. V reakci na to, jak cize a nepatřičně jsem si připadala, byla Mango Street mou cestou, jak se s tím vším vypořádat a hlásit se ke svému já. Stala se mým praporem hrdosti“. Sandra Cisneros vytvořila Esperanzu právě z těchto osobních pocitů nepatřičnosti.

## Shrnutí děje
The House on Mango Street vypráví o jednom roce života Esperanzy Corderové, mladé chicanské dívky, která žije v chudinské čtvrti Chicaga se svými rodiči a třemi sourozenci. Na začátku knihy vypráví Esperanza o tom, jak se jejich rodina na Mango Street přistěhovala. Předtím, než se usadili na Mango Street v malém zchátralém domě s drolícími se cihlami, se stěhovali často. Rodina se přesouvala z místa na místo, ale všichni vždy snili o vlastním domě. Když se přestěhují na Mango Street do domu, který je konečně jejich vlastní, zjistí, že má k tomu vysněnému hodně daleko. Rodiče se snaží překonat svoje zklamání tím, že ubezpečují sebe i zbytek rodiny o tom, že dům na Mango Street je jen dočasným řešením a stěhování do toho vysněného je ještě čeká. Rodina si rozhodně polepšila oproti předchozímu bydlení, ale Esperanza domem opovrhuje, protože v jejích očích není „opravdový“, není jako ty domy, které viděla v televizi. Proto Esperanza dál sní o bílém domě ze dřeva s velkou zahradou a mnoha stromy. Připadá jí, že se na Mango Street dusí, a často zmiňuje, že si odtamtud přeje prchnout. Začne psát básně, ve kterých může tyto pocity vyjádřit. V knize Esperanza detailně popisuje chování a vlastnosti členů své rodiny nebo neobvyklých sousedů, čímž vykreslí čtenáři podrobný obrázek celé čtvrti a lidí, kteří ji obklopují a mají vliv na její dospívání. Popisuje, jak tráví čas se svou sestrou Nenny, např. jak se po ulici společně prochází na vysokých podpatcích ještě s dalšími kamarádkami Rachel a Lucy. Esperanza se skamarádí také se dvěma staršími dívkami z Mango Street, s Alicií, nadějnou studentkou vysoké školy, které zemřela matka, a s Marin, která tráví dny tím, že hlídá své mladší bratrance a sestřenice. Esperanza ve svém vyprávění zdůrazňuje hlavně důležité chvíle svého života, ale také těch okolo ní. Zaměřuje se hlavně na momenty, ve kterých se musí vypořádat s problémy, jako když je Louieho bratranec zatčen za krádež auta nebo když zemře Esperanzina teta Lupe.
Epizodické kapitoly románu postupně zobrazují, jak Esperanza dospívá a tvoří si vlastní názor na okolní svět. Esperanza prochází pubertou a vyvíjí se po sexuální, fyzické i emocionální stránce. S těmito změnami se začne těšit i pozornosti mužů. Rychle se spřátelí se Sally, atraktivní dívkou, která se výrazně líčí a vyzývavě obléká. Sallyin otec je hluboce věřící, svou dceru tělesně týrá, a dokonce jí zakazuje chodit pryč z domu. Přátelství dívek je ale pošramoceno, když Sally kvůli klukovi nedorazí za Esperanzou na pouť, jak slíbila, a Esperanzu tam znásilní skupina mužů. Esperanza v knize líčí také další chvíle, kdy byla zneužita, jako když ji starší muž v její první práci násilně políbil na rty. Tyto traumatické zážitky a osudy ostatních žen ze sousedství, z nichž většina je pod dohledem a kontrolou mužů, Esperanzu jen utvrdí v touze Mango Street opustit. Teprve, když se setká s tetami Rachel a Lucy, třemi sestrami, které jí předpoví budoucnost, Esperanza si uvědomí, že Mango Street sehrála velkou roli v jejím dospívání a formování její vlastní identity a že proto bude vždy její součástí, i když ze sousedství odejde. Na konci knihy si Esperanza přísahá, že potom, co odejde, se zase vrátí, aby pomohla i těm, které na Mango Street zanechala. 

## Uspořádání knihy
Kniha se skládá ze 42 propojených epizodických kapitol různé délky, od jednoho nebo dvou odstavců až po několik stránek textu. Příběhy ve všech kapitolách vypráví hlavní hrdinka Esperanza v první osobě přítomného času.
V dovětku k výročnímu vydání 25 let od první publikace The House on Mango Street se Cisneros vyjádřila ke specifickému stylu psaní, kterého se při psaní knihy držela: „[Esperanza] experimentuje, vytváří text, který je tak výstižný a tak ohebný jako poezie. Věty rozděluje na kousky, což čtenáře nutí se nad nimi pozastavit. Podmaňuje si každičkou větu, a ne naopak. Pro zjednodušení vynechává uvozovky a vytváří tak čistou stránku textu, která se dobře čte.“ Cisneros chtěla, aby se text dobře četl takovým lidem, které si pamatovala z dětství, takovým, kteří pracují celý den a čtení nemohou věnovat příliš mnoho času. Sama říká: „Chtěla jsem vytvořit něco, co bude dostupné třeba tomu, kdo přijde domů a budou jej bolet nohy stejně jako mého otce.“
V roce 2009 napsala Cisneros k románu nový úvod. Uvádí zde také pár poznámek o tom, jak knihu psala. Nejdřív vymyslela název "The House on Mango Street" a přiřadila k němu několik povídek, básní a krátkých textů, které už měla hotové nebo je zrovna psala. Také dodává, že knihu nepovažuje přímo za román, ale přirovnala by ji spíše k „dóze s knoflíky“, protože jde o uskupení nesourodých příběhů. Tyto příběhy byly napsány během různých období, např. první tři napsala Cisneros v Iowě jako vedlejší projekt při magisterských studiích.  Když potom knihu dávala dohromady, chtěla, aby to byla „kniha, kterou může čtenář otevřít na jakékoliv stránce a stejně mu vše bude dávat smysl, i když neví, co se stalo předtím nebo co se stane potom.“ Říká, že psala o skutečných lidech; sloučila osoby, které během let potkala; spojila události minulé i současné, aby měl příběh v knize začátek, prostředek a konec; a že všechny pocity, které v knize jsou, jsou její vlastní. 

## Postavy
Esperanza Corderová - Všechny příběhy v The House on Mango Street jsou napsány právě z pohledu Esperanzy Corderové, dospívající dívky, která žije v chudé hispánské čtvrti v Chicagu. Esperanza je fascinovaná tím, že jako žena mexicko-amerického původu žije v Chicagu. To přesně odráží i pocity samotné autorky 15 let před vydáním knihy. Jako čtenáři sledujeme, jak Esperanza dospívá a snaží se vymanit z života, který je jí společensky předurčen na základě její etnicity a jejího pohlaví. Osciluje mezi dvěma kulturami, mexickou, ke které má blízko skrze rodiče a rodinu, a americkou, ve které žije. V knize postupně vidíme, jak Esperanza odmítá svou chicanskou komunitu, aby mohla pochopit a vytvořit si svou vlastní identitu. 
Jak napovídá i její jméno, Esperanza představuje „naději a stává se ‚urputnou ženou‘, která se snaží dosáhnout složité osobní změny i změny v celé komunitě“. Esperanza kvůli společenským narážkám na jejich rodinný dům na Mango Street v Chicagu zpochybňuje celou společnost a to, jaké kulturní zvyky a stereotypy ji jako chicanskou dívku svazují. Pozoruje ostatní ženy v sousedství a snaží se pro sebe najít vzor, vidí jejích dobré i špatné stránky, a postupně si formuje také svou vlastní identitu.
Magdalena „Nenny“ Corderová - Nenny je Esperanzina mladší sestra. Esperanza ve vyprávění zmíní, že jsou hodně rozdílně a že má Nenny velmi klouzavé vlasy.
Rachel a Lucy Guerrerovy - Rachel a Lucy jsou sestry, pochází z Texasu, ale teď žijí na Mango Street. Mají „velké nanukové rty“, jako celá jejich rodina. Jsou zhruba stejně staré jako Esperanza a Nenny. Všechny čtyři dívky si společně koupí kolo, které si mezi sebou střídají. Jindy si zase společně zkouší boty na vysokých podpatcích. Potom se ale jeden starší muž snaží přesvědčit Rachel, aby mu dala pusu, a žádná z dívek už nechce „být krásná“, i když si tak původně na podpatcích připadaly.
Sally - Sally je jednou z nejbližších kamarádek Esperanzy a objevuje se v několika kapitolách knihy. Jedna kapitola je dokonce celá věnovaná její postavě. Je popsána jako „dívka s egyptskýma očima a silonkami v barvě kouře“. Touto větou kapitola o Sally začíná a zdá se, že popisuje i její sny. Esperanze se líbí, jak se Sally chová, považuje ji za opravdovou kamarádku a ráda s ní tráví čas.
Sally v knize zobrazuje také začarovaný kruh domácího násilí a útlak všech žen na Mango Street. Zoufale se snaží najít si manžela, aby unikla bití a týrání svého otce. Tento „začarovaný kruh“ je znát především, když Esperanza běží říct Sallyiné matce, že je její dcera v zahradě sama se třemi kluky. Sallyina matka ale tuto zprávu úplně ignoruje, není překvapená ani se o svou dceru nebojí. Stará se jen o vlastní rány a modřiny a začarovaný kruh násilí tak pokračuje dál. I pouhý fakt, že se Sally provdá tak mladá a za muže, který se k ní chová úplně stejně jako její otec, poukazuje na to, jak hluboce je tento kruh zakořeněn v životech mnoha žen a předává se i z generace na generaci. Autorka Sally lituje, neviní ji za to, co se jí stalo. Sally byla příliš mladá a nevyspělá a nemohla tak plně pochopit, co se v jejím okolí děje, nebyla schopná najít z tohoto kruhu cestu ven.
Marin -  Marin je sestřenice Louieho, bydlí s jeho rodinou v domě vedle Esperanziny rodiny a přijela z Portorika. Je starší než Esperanza, nosí tmavé silonky a výrazně se líčí. Marin má v Portoriku přítele, často mluví o tom, že jí slíbil se brzy vezmou a mladším děvčatům ze sousedství ukazuje dárky a dopisy, které od něj dostala. Esperanza k ní vzhlíží, Marin se jí zdá moudrá a vyzná se v mnoha věcech. Marin mladším dívkám také rozdala hodně různých rad. Nosila krátké sukně, měla krásné oči a všíchni se za ní otáčeli, ale přesto si Esperanza vzpomíná, že Marin pořád čekala, že přijde nějaká změna, ale nikdy se to nestalo. Tato postava ztělesňuje mnoho dalších dívek ze sousedství Mango Street, jejich sny a očekávání.
Matka Esperanzy - V jednom z prvních popisů v knize se čtenář dozví, že Esperanzina matka má vlasy jako malé růžičky, malé sladké prstýnky, kudrnaté díky sponkám, které používá.  Její vůně evokuje Esperanze domov a bezpečí, matka je její opora a chce pro ni to nejlepší. Esperanziné matce je věnována kapitola „A Smart Cookie“ (č. Chytrá holka). Matka Esperanzy mluví dvěma jazyky, umí zpívat operu, čte, píše, obstará dům, mohla být, čím chtěla, a proto lituje, že nic nedokázala a ze školy odešla. Styděla se za svoje nehezké oblečení a teď je znechucená, že odešla z takového důvodu. V průběhu knihy Esperanzu pravidelně podporuje ve studiu. Je popsána jak poslušná žena s nepoddajnou povahou.
Alicia - Alicia je mladá dívka, která žije ve stejné čtvrti jako Esperanza. Chodí na vysokou školu. Její otec ji pravděpodobně sexuálně zneužívá a nechává na ní veškeré domácí práce. Alicia to nemá jednoduché, protože v té době bylo velmi ojedinělé, aby žena studovala vysokou školu a tím spíš chudá dívka latinského původu. Hispánská komunita na Mango Street ji za to odsuzuje. Nicméně, Alicia je zřejmě pro Esperanzu vzorem. Její studia jí umožňují utéct ze svazující komunity a poznávat svět. Když se Alicia vrací ze školy, je zřejmé, že hispánskou kulturou a komunitou na Mango Street pohrdá, Esperanze se zdá nafoukaná. V průběhu knihy si Esperanza přeje se od Alicie učit. Alicia si ale přeje být pravou Američankou a hispánskou komunitu z Mango Street vnímá už jen jako součást svojí minulosti.
Alicia je pro Esperanzu inspirací, dokonce starší dívika naslouchá jejímu smutku, když se Esperanza nemá komu jinému svěřit. Esperanza se od Alicie i tak hodně naučí, Esperanze imponuje Aliciin životní styl a to, že si nepřeje „strávit celý život v továrně, nebo u plotny“  a místo toho se věnuje studiu na vysoké škole. Alicia hraje pro Esperanzu velkou roli v jejím pochopení  vlastní identity a vztahu k Mango Street. Toto porozumění mezi oběma dívkami potvrdí i Alicia, když říká: „Ať se ti to líbí, nebo ne, ty [Esperanzo] jsi Mango Street.“
Teta Lupe - Teta Lupe se objevuje hlavně v kapitole „Born Bad“ (č. Zlá od narození), ve které si Esperanza spílá za to, že svou umírající tetu parodovala. Teta Lupe zřejmě „představuje pasivitu, pro kterou jsou ženy v mexické kultuře ctěné a kvůli které jsou ochotny přijmout cokoliv, co jim patriarchální společnost určí“. Teta Lupe se provdala, měla děti a byla svědomitou hospodyňkou. Trpí ale devastující chorobou, která ji upoutala na lůžko. Esperanza popisuje, jak teta oslepla a její „kosti změkly až jakoby připomínaly červy“. Teta Lupe je nejspíš zástupkyní Panny Marie Guadalupské, protože její pravé jméno je také Guadalupe. Podporuje Esperanzu v psaní a připomíná jí, že „díky psaní zůstane svobodná“. Teta Lupe nakonec své nemoci podlehne. 